# شیلا جکسون-لی
شیلا جکسون-لی (به انگلیسی: Sheila Jackson-Lee) نمایندهٔ حوزه انتخابیه هجدهم تگزاس از حزب دموکرات ایالات متحده آمریکا در مجلس نمایندگان ایالات متحده آمریکا بود که برای نخستین‌بار در ۸ ژانویه ۱۹۹۵ میلادی به‌عضویت این مجلس درآمد.